# بيلوريتشينسك (كيروف)
بيلوريتشينسك (بالروسية: Белореченск) هي مدينة في مقاطعة كيروف أوبلاست في روسيا.
يبلغ عدد سكانها حوالي 1372  نسمة.